# 海斯山脈
86°S 155°W / 86°S 155°W
海斯山脈（英語：Hays Mountains）是南極洲的山脈，屬於毛德王后山脈的一部分，該山峰在1929年11月由美國的探險隊發現，現時受南極條約體系管理，阿斯特山處於該山脈。